# پارلمان‌نیوز
پارلمان‌نیوز پایگاه خبری رسمی ارگان فراکسیون خط امام در مجلس شورای اسلامی است. این به دست چندی از خبرنگاران حرفه‌ای اصلاح‌طلب و با مدیریت چند تن از نمایندگان عضو فراکسیون به فعالیت مشغول است.

## فیلتر شدن در ایران

### پس از انتخابات
در ادامهٔ پیامدهای اعلام نتایج انتخابات ریاست جمهوری ایران (۱۳۸۸)، وب‌گاه پارلمان‌نیوز نیمه‌شب پنجشنبه، ۱۱ تیر ۱۳۸۸ توسط دولت جمهوری اسلامی ایران فیلتر شد. به نوشتهٔ این پایگاه، نخست انتشار سخنان سید محمد خاتمی که بر «کودتای مخملین علیه مردم و جمهوریت نظام» تأکید شده بود و دوم، فراخوان از خانواده‌های بازداشت شدگان برای پیگیری موضوع از سوی نمایندگان اصلاح طلب مجلس، باعث مسدود شدن دسترسی به این پایگاه شد.
در پی فیلترشدن این پایگاه، محمدرضا تابش، علی لاریجانی، حجت‌الاسلام ابوترابی فرد و دیگر نمایندگان مجلس برای رفع فیلترینگ این تارنما، رایزنی‌های گسترده‌ای را به انجام رساندند. احمد توکلی نیز فیلترینگ پارلمان‌نیوز را همچون جواد آرین منش، دیگر نمایندهٔ اصولگرای مجلس، خلاف قانون و بر خلاف مصالح ملی عنوان کرده بود.
سرانجام در تاریخ ۱۶ تیر ۱۳۸۸ این تارنما از فیلتر خارج شد.

### روز قدس
پایگاه خبری فراکسیون خط امام مجلس «پارلمان‌نیوز»، برای دومین بار پس از انتخابات ریاست جمهوری ۱۳۸۸ ایران، از ظهر روز ۲۷ شهریور ۱۳۸۸ که روز قدس بود، فیلتر شد. به گزارش پایگاه خبری فراکسیون خط امام (ره) مجلس «پارلمان‌نیوز»، بار دیگر مسئولان کمیتهٔ فیلترینگ بدون هرگونه اخطار، تذکر یا توصیه‌ای، ارگان رسمی فراکسیون خط امام(ره)مجلس را فیلتر کرد.

## توقف موقت فعالیت
روزنامهٔ اعتماد در تاریخ ۲۰ آبان نوشت: «پایگاه خبری فراکسیون خط امام مجلس، از سه روز پیش تاکنون به روز نشده است. این سایت فعال و پربیننده اصلاح‌طلبان که دوبار تاکنون فیلتر شده، توسط جمعی از خبرنگاران حرفه‌یی اصلاح‌طلب و با مدیریت چند تن از نمایندگان عضو فراکسیون به فعالیت مشغول بوده و طی این مدت بخشی از خلاء رسانه‌یی اصلاح طلبان را برطرف کرده بود. گفته می‌شود مشکلات مالی و پرداخت نشدن دستمزد کارکنان به مدت چند ماه، دلیل به روز نشدن پارلمان نیوز است.» با این حال پس از مدت کوتاهی و تنها با چند روز توقف فعالیت، این سایت دوباره به ادامهٔ فعالیت پرداخت.